# Лабегюд
Лабегю́д (фр. Labégude, окс. La Beguda) — коммуна во Франции, находится в регионе Рона — Альпы. Департамент коммуны — Ардеш. Входит в состав кантона Валь-ле-Бен. Округ коммуны — Ларжантьер.
Код INSEE коммуны — 07116.

## Население
Население коммуны на 2008 год составляло 1366 человек.
| 1962 | 1968 | 1975 | 1982 | 1990 | 1999 | 2008 |
| ---- | ---- | ---- | ---- | ---- | ---- | ---- |
| 1640 | 1784 | 1786 | 1695 | 1401 | 1342 | 1366 |

## Экономика
В 2007 году среди 790 человек в трудоспособном возрасте (15—64 лет) 545 были экономически активными, 245 — неактивными (показатель активности — 69,0 %, в 1999 году было 68,3 %). Из 545 активных работали 430 человек (236 мужчин и 194 женщины), безработных было 115 (50 мужчин и 65 женщин). Среди 245 неактивных 44 человека были учениками или студентами, 104 — пенсионерами, 97 были неактивными по другим причинам.